# 市来インターチェンジ
市来インターチェンジ（いちきインターチェンジ）は、鹿児島県いちき串木野市大里にある南九州西回り自動車道（川内道路・鹿児島道路）のインターチェンジである。
なお、市来ICから熊本・薩摩川内方面は国土交通省が管理する無料区間、鹿児島方面は西日本高速道路が管理する有料道路区間となっている。
鹿児島県警察高速道路交通警察隊市来分駐隊が併設されている。

## 道路
- E3A 南九州西回り自動車道（川内道路・鹿児島道路）

## 沿革
- 2002年（平成14年）4月6日 : 市来IC - 伊集院IC間開通に伴い供用開始。
- 2005年（平成17年）
  - 2月10日 : 市来IC以西区間が無料供用区間となるため、料金所施設を美山本線料金所に移転。
  - 3月13日 : 串木野IC - 市来IC間開通[1]。
- 2015年（平成27年）3月1日 : 旧料金所施設に鹿児島県警察高速道路交通警察隊市来分駐隊が設置される。

## 接続する道路
- 国道3号

## 料金所
2002年に当IC - 伊集院間が開通したのに伴い料金所が設置されたが、2005年に熊本方面へ開通した川内道路は国土交通省管轄によるものであり、当ICはNEXCO西日本と国土交通省管轄区間の境界となったため、美山PA付近に料金所を本線料金所として移設した。そのため、現在料金所は設置されていない。

## 周辺
- 鹿児島県警察高速道路交通警察隊市来分駐隊
- JR九州鹿児島本線市来駅
- 湯之元温泉
- 総合運動公園
- 江口浜海浜公園

## 隣
E3A 南九州西回り自動車道（川内道路・鹿児島道路）
（20）串木野IC - （21）市来IC - （22）美山IC/PA